# Pouteria reticulata
Pouteria reticulata là một loài thực vật có hoa trong họ Hồng xiêm. Loài này được (Engl.) Eyma miêu tả khoa học đầu tiên năm 1936.